# Ојковица
Ојковица је насеље у Србији у општини Нова Варош у Златиборском округу на обали Златарског језера. Удаљена је 16 километара од Нове Вароши и 4 километра од пута Кокин Брод - Јасеново. Према попису из 2022. било је 146 становника.
Ојковица има неколико заселака од којих су највећи: Гороњићи, Петровићи, Чоланићи, Батаци.
У Ојковици се налази порушени православни манастир који датира из средњег века.
Нетакнута природа и добри услови за одмор на Златарском језеру код Ојковице, условљава да се изгради све већи број нелегалних викендица посетилаца-пецароша из свих крајева Србије и бивше Југославије.

## Демографија
У насељу Ојковица живи 255 пунолетних становника, а просечна старост становништва износи 50,0 година (46,7 код мушкараца и 53,1 код жена). У насељу има 105 домаћинстава, а просечан број чланова по домаћинству је 2,76.
Ово насеље је у потпуности насељено Србима (према попису из 2002. године), а у последња три пописа, примећен је пад у броју становника.
|  |

| Демографија | Демографија | Демографија |
| Година      | Становника  | Становника  |
| ----------- | ----------- | ----------- |
| 1948.       | 929         |             |
| 1953.       | 954         |             |
| 1961.       | 953         |             |
| 1971.       | 749         |             |
| 1981.       | 521         |             |
| 1991.       | 406         | 406         |
| 2002.       | 290         | 290         |

| Етнички састав према попису из 2002.‍ | Етнички састав према попису из 2002.‍ | Етнички састав према попису из 2002.‍ | Етнички састав према попису из 2002.‍ | Етнички састав према попису из 2002.‍ |
| ------------------------------------ | ------------------------------------ | ------------------------------------ | ------------------------------------ | ------------------------------------ |
|                                      |                                      |                                      |                                      |                                      |
| Срби                                 | Срби                                 |                                      | 290                                  | 100,0%                               |
| непознато                            | непознато                            |                                      | 0                                    | 0,0%                                 |

| Година пописа     | 1948. | 1953. | 1961. | 1971. | 1981. | 1991. | 2002. |
| ----------------- | ----- | ----- | ----- | ----- | ----- | ----- | ----- |
| Број домаћинстава | 127   | 139   | 139   | 141   | 141   | 133   | 105   |

| Број чланова      | 1  | 2  | 3  | 4  | 5 | 6 | 7 | 8 | 9 | 10 и више | Просек |
| ----------------- | -- | -- | -- | -- | - | - | - | - | - | --------- | ------ |
| Број домаћинстава | 16 | 44 | 18 | 13 | 7 | 5 | 1 | 1 | 0 | 0         | 2,76   |

| Пол    | Укупно | Неожењен/Неудата | Ожењен/Удата | Удовац/Удовица | Разведен/Разведена | Непознато |
| ------ | ------ | ---------------- | ------------ | -------------- | ------------------ | --------- |
| Мушки  | 122    | 31               | 82           | 6              | 2                  | 1         |
| Женски | 141    | 23               | 81           | 35             | 2                  | 0         |
| УКУПНО | 263    | 54               | 163          | 41             | 4                  | 1         |

| Пол    | Укупно                    | Пољопривреда, лов и шумарство | Рибарство                            | Вађење руде и камена | Прерађивачка индустрија       |
| ------ | ------------------------- | ----------------------------- | ------------------------------------ | -------------------- | ----------------------------- |
| Мушки  | 50                        | 26                            | 0                                    | 0                    | 14                            |
| Женски | 29                        | 7                             | 0                                    | 0                    | 18                            |
| УКУПНО | 79                        | 33                            | 0                                    | 0                    | 32                            |
| Пол    | Производња и снабдевање   | Грађевинарство                | Трговина                             | Хотели и ресторани   | Саобраћај, складиштење и везе |
| Мушки  | 0                         | 1                             | 5                                    | 0                    | 0                             |
| Женски | 0                         | 0                             | 1                                    | 0                    | 0                             |
| УКУПНО | 0                         | 1                             | 6                                    | 0                    | 0                             |
| Пол    | Финансијско посредовање   | Некретнине                    | Државна управа и одбрана             | Образовање           | Здравствени и социјални рад   |
| Мушки  | 0                         | 0                             | 1                                    | 2                    | 1                             |
| Женски | 0                         | 0                             | 0                                    | 1                    | 1                             |
| УКУПНО | 0                         | 0                             | 1                                    | 3                    | 2                             |
| Пол    | Остале услужне активности | Приватна домаћинства          | Екстериторијалне организације и тела | Непознато            | Непознато                     |
| Мушки  | 0                         | 0                             | 0                                    | 0                    | 0                             |
| Женски | 0                         | 0                             | 0                                    | 1                    | 1                             |
| УКУПНО | 0                         | 0                             | 0                                    | 1                    | 1                             |